# هانز ليتن
هانس أكيم ليتن (5 فبراير 1938 19 يونيو 1903) محامي ألماني. مثّل معارضي النازية في محاكمات سياسية هامة بين 1929 و 1932، والدفاع عن حقوق العمال خلال جمهورية فايمار التي نشأت في ألمانيا في الفترة من 1919 إلى 1933 كنتيجة للحرب العالمية الأولى.
خلال إحدى المحاكمات في عام 1931، استدعى ليتن أدولف هتلر، ليظهر كشاهد أمام المحكمة، وظلّ يستجوبه لمدة ثلاث ساعات، وردًا على ذلك، قُبض على ليتن في ليلة حريق الرايخستاج مع محامين تقدميين آخرين ويساريين، وأمضى بقيّة حياته في معسكر اعتقال ألماني، تعرض خلالها للعديد من الاستجوابات والتعذيب. بعد خمس سنوات انتقل إلى معسكر داكاو، حيث ساءت معاملته هناك، وتوقف عن الاتصال الخارجي، حتى انتحر في 1938.
يوجد له عدد من النصب التذكارية في ألمانيا، على الرغم من تجاهله لعقود من الزمن، لأن سياسته لم تتلائم بشكل مريح في الغرب، أو مع الدعاية الشيوعية بعد الحرب. تم تصوير ليتين حتى عام 2011 أخيرًا في وسائل الإعلام، عندما بثت هيئة الإذاعة البريطانية «الرجل الذي عبر هتلر»، وهو فيلم تلفزيوني تم عرضه في برلين في صيف عام 1931.

## السنوات الأولى
ولد ليتن أكبر ثلاثة أبناء في عائلة ثرية في هالي. وكان والداه إرمغارد، وفريدريتش ليتن (فريتز). كان فريتز يهوديًا، لكنه تحوّل إلى اللوثرية من أجل مواصلة حياته المهنية كأستاذ قانون. لقد كان محافظًا قوميًا، وخدم في الجيش إبّان الحرب العالمية الأولى، وحصل على الصليب الحديدي من الدرجة الأولى والثانية. عارض جمهورية فايمار بعد الحرب. وكان قاضيًا بارزًا، وأستاذًا للقانون الروماني والقانون المدني، وكان عميدًا لكلية الحقوق في جامعة كونيغسبرغ، وأصبح فيما بعد رئيسًا للجامعة.
شكّل ليتن خلال حياته أحداثًا سياسية واجتماعية مهمة في تلك الحقبة، مثل: المظاهرة المناهضة للحرب العالمية الأولى في برلين في 1 مايو 1916، والثورة الألمانية في الفترة 1918-1919، واعتقال وقتل كارل ليبكنخت وروزا لوكسمبورغ على أيدي جنود فريكوربس في يناير 1919.
ضغط والد ليتن عليه لدراسة القانون، إلا أنه لم يكن مهتمًا بذلك، وأراد دراسة تاريخ الفن، ومع ذلك، اقترب من دراساته القانونية في برلين وميونيخ بكثافة.

## استجواب هتلر
في مايو 1931، استدعى ليتن أدولف هتلر للادلاء بشهادته في دعوى قضائية، واستمر الاستجواب لمدة ثلاث ساعات، ويُقال أنه وجد العديد من نقاط التناقض وإثبات أن هتلر قد حثّ القوات المسلحة السودانية على الشروع في حملة منهجية للعنف ضد أعداء النازيين. كان هذا الأمر بالغ الأهمية، لأن هتلر حاول في الوقت نفسه أن يظهر كسياسي تقليدي للناخبين من الطبقة الوسطى، وأكد أن الحزب النازي كان «قانونيًا تمامًا». على الرغم من أن القاضي أوقف استجواب ليتن، مما أدى إلى إنقاذ هتلر من التعرض لمزيد من الأسئلة، إلا أن الصحف في ذلك الوقت نشرت تفاصيل المحاكمة.

### استيلاء النازيون على السلطة
بحلول عام 1932، أخذ الحزب النازي في الصعود، وكانت والدة ليتن وأصدقاؤه يحثونه على مغادرة ألمانيا، لكنه بقي، وقال: «ملايين العمال لا يمكنهم المغادرة هنا، لذلك يجب أن أبقى أيضًا». لم ينس هلتر كراهيته لهانز، وفي الساعات الأولى من يوم 28 فبراير 1933، تم اعتقاله من منزله، واثنين من أصدقائه.